# Colony
Colony (рус. «Колония») — четвёртый студийный альбом группы In Flames, вышедший в 1999 году.

## Об альбоме
Colony быстрее и энергичней предыдущего: Whoracle.
Начиная с этого альбома Бьорн Геллоте играет на гитаре вместо ударных, а также активно принимает участие в сочинении музыки. Новым ударником стал Даниэль Свенссон. Место басиста занял Петер Иверс.
Песни «Behind Space '99» и «Clad in Shadows '99» ремейки на песни из дебютного альбома In Flames.
Песня «Embody the Invisible» саундтрек к видеоигре Tony Hawk’s Underground.
На песню «Ordinary Story» был снят видеоклип.

## Список композиций
Вся музыка написана Бьорном Йелотте, Йеспером Стрёмбладом и аранжирована In Flames. Все тексты написаны Андерсом Фриденом и частично переведены Никласом Сундином.
| №   | Название               | Длительность |
| --- | ---------------------- | ------------ |
| 1.  | «Embody the Invisible» | 3:37         |
| 2.  | «Ordinary Story»       | 4:16         |
| 3.  | «Scorn»                | 3:37         |
| 4.  | «Colony»               | 4:39         |
| 5.  | «Zombie Inc.»          | 5:05         |
| 6.  | «Pallar Anders Visa»   | 1:41         |
| 7.  | «Coerced Coexistence»  | 4:14         |
| 8.  | «Resin»                | 3:21         |
| 9.  | «Behind Space '99»     | 3:58         |
| 10. | «Insipid 2000»         | 3:45         |
| 11. | «The New World»        | 3:18         |

| №   | Название                              | Длительность |
| --- | ------------------------------------- | ------------ |
| 12. | «Clad in Shadows '99» (бонусный трек) | 2:24         |
| 13. | «Man Made God» (бонусный трек)        | 4:12         |

| №   | Название                                                              | Длительность |
| --- | --------------------------------------------------------------------- | ------------ |
| 12. | «Clad in Shadows '99» (бонусный трек)                                 | 2:24         |
| 13. | «Man Made God» (бонусный трек)                                        | 4:12         |
| 14. | «Murders in the Rue Morgue» (бонусный трек, кавер-версия Iron Maiden) | 3:06         |

### The Deluxe Edition (2004)
Этот CD Extra включал в себя следующие дополнения:
- Бонус-трек: инструментал «Man Made God»
- Фотогалерею
- Видеоклип на «Ordinary Story»
- Компьютерные обои
- Screensaver
- Скины для Winamp
- Тексты песен

## Участники записи
| - Андерс Фриден — вокал, тексты песен - Йеспер Стрёмблад — гитара, орган Хаммонда - Бьорн Гелотте — гитара - Петер Иверс — бас-гитара - Даниэль Свенссон — ударные - In Flames — аранжировка | - Фредрик Нордстрём — продюсирование, звукорежиссирование, сведение, орган Хаммонда, слайд-гитара «и немного другой музыки хиппи» - Гёран Финнберг — мастеринг - Чарли Шторм — синтезатор, музыкальное программирование - Ки Марселло — второе гитарное соло в «Coerced Coexistence» - Петер Вилдёр — барабанный техник - Никлас Сундин — перевод некоторых текстов песен со шведского языка на английский - Фли Блэк — арт-директор - Андреас Маршалл — дизайн обложки альбома |

## Позиции в чартах
| Чарт                                | Позиция |
| ----------------------------------- | ------- |
| Финляндия (Suomen virallinen lista) | 27      |
| Германия (Offizielle Top 100)       | 69      |
| Швеция (Sverigetopplistan)          | 34      |